# كويتشي أوسوي
كويتشي أوسوي (باليابانية: 碓井 幸一) (مواليد 30 مارس 1970)، هو لاعب كرة قدم سابق كان يلعب كمدافع.